# Koruna pozemní komunikace
Koruna pozemní komunikace je povrchová část pozemní komunikace, tvořená zejména vozovkou, případně dalšími dopravními pásy a krajnicemi. 

## Součásti
Podle již neplatných českých názvoslovných norem ČSN 73 6100-1 i 73 6100-2 z roku 2008 součástí koruny pozemní komunikace jsou:
- dopravní pruhy nebo pásy
- chodníky
- dělicí pásy
- vodicí proužky
- odvodňovací proužky
- odrazné proužky
- krajnice
- případně sjízdné rigoly

Podle § 19 odst. 1 vyhlášky 104/1997 Sb., kterou se provádí zákon o pozemních komunikacích, koruna pozemní komunikace zahrnuje: 
- jízdní, přídatné a přidružené pruhy
- vodicí proužky
- krajnice
- případně střední nebo i postranní dělicí pás
- chodníky (veřejné chodníky nejsou přípustné u dálnic a silnic pro motorová vozidla)
- pásy nebo pruhy pro chodce a cyklisty (nejsou přípustné u dálnic a silnic pro motorová vozidla)

## Šířka
V České republice silnice I. třídy mají mít šířku koruny vozovky (není zřejmé, zda tímto termínem text myslí korunu komunikace, nebo pouze šířku povrchu vozovky) 9,5–24,5 metru a návrhovou rychlost v rozsahu 70–100 km/h, silnice II. třídy šířku koruny vozovky 7,5–9,5 m a návrhovou rychlost 50–80 km/h, silnice III. třídy šířku koruny vozovky 4–7,5 m a návrhovou rychlost 30–70 km/h.
Šířka koruny komunikace se spolu s návrhovou rychlostí kóduje v názvech návrhových kategoriích komunikací, například kategorie P3,5/30 je polní cesta, která má korunu komunikace tvořenou 3,0 m širokým jízdním pruhem a po obou stranách 0,25 m širokou zpevněnou krajnicí, tedy celková šířka koruny je 3,5 metru a návrhová rychlost 30 km/h.
Koruna komunikace se vyznačuje v digitální katastrální mapě.